# Club Baloncesto Clavijo
El Club Baloncesto Clavijo es un club de baloncesto español con sede en Logroño, La Rioja. Actualmente compite en la Segunda FEB (previamente conocida como LEB Plata) y tiene hasta un total de 18 equipos de cantera que juegan en diversas categorías formativas. Disputa sus encuentros en el Palacio de los Deportes de La Rioja.

## Historia
Se fundó en el año 1967, debutando en categorías provinciales. Poco después consigue el ascenso a la Tercera División nacional, y de ahí a Segunda División, categoría a la que ascendió en 1977, donde permaneció hasta el año 1986. Es en los años 80 cuando cosecha sus mayores éxitos, jugando en dos ocasiones la fase de ascenso a la categoría de plata del baloncesto español, entonces denominada Primera B. Es en esa época cuando ficha varios jugadores con experiencia en la Liga ACB, al contar con el respaldo económico de la Caja de Ahorros de La Rioja, pero tras no lograr los objetivos marcados, inicia un periodo de decadencia.
En 1998 un grupo de exdirectivos y jugadores se proponen el llevar el baloncesto en Logroño al más alto nivel, ascendiendo al año siguiente a la Primera División Interautonómica. En 2001 se da un paso más, logrando el ascenso a la Liga EBA, fichando al mejor jugador riojano de todos los tiempos, Salva Díez, el cual, ya en el ocaso de su carrera, jugó dos temporadas en el equipo de su ciudad. 
En 2003 consiguen el ascenso a la Liga LEB 2, siendo el equipo revelación de ese año, al ganar la Copa LEB 2, competición de la que fue anfitrión, y quedando cuartos en la liga regular, con el mismo récord de victorias que los tres primeros clasificados. Durante los siguientes años continúa en la misma competición, que pasó a denominarse LEB Plata, en la que disputa en los últimos años los play-off de ascenso y la final-four de Fuenlabrada con la que culminó la temporada 2008-09.
El 29 de enero de 2011 consigue su segundo título nacional ganando la Copa LEB Plata en un partido memorable disputado en el Palacio de los Deportes de La Rioja contra el River Andorra, por un tanteo de 79 a 72.
Finalmente, el 8 de abril de 2011 conseguía ascender de manera directa a la LEB Oro, como campeón de Liga tras derrotar a domicilio en el penúltimo partido de la competición a su máximo perseguidor, el Bàsquet Mallorca, por 103-106.
El 4 de abril de 2014 logra el mayor hito de su historia al clasificarse para el play-off de ascenso a Liga ACB tras un memorable partido en el Palacio de los Deportes de La Rioja, en el que derrotó al Oviedo CB por 98-82.

## Denominaciones
- Caja Rioja (-2010)
- Knet Rioja (2010- 2011)
- Knet & Éniac (2011-2013)
- Cocinas.com (2013-2016 )
- Calzados Robusta (2016-2017 )
- CB Clavijo (2017-2018 )
- Bodegas Rioja Vega (2018-2020 )
- Reina Yogur Clavijo CB (2020-2022 )
- Rioverde Clavijo (2022- )

## Temporada a Temporada
| Temporada | Nivel | División    | Pos. | Postemporada                | TR    | PO  | Copa           | Copa |
| --------- | ----- | ----------- | ---- | --------------------------- | ----- | --- | -------------- | ---- |
| 2001-02   | 4     | Liga EBA    | 11.º | –                           | 16-18 | –   | –              | –    |
| 2002-03   | 4     | Liga EBA    | 9.º  | Ascenso                     | 16-14 | –   | –              | –    |
| 2003-04   | 3     | LEB 2       | 4.º  | Cuartos final (5.º)         | 17-9  | 1-3 | Copa LEB 2     | C    |
| 2004-05   | 3     | LEB 2       | 11.º | –                           | 13-17 | –   | –              | –    |
| 2005-06   | 3     | LEB 2       | 11.º | –                           | 12-18 | –   | –              | –    |
| 2006-07   | 3     | LEB 2       | 6.º  | Cuartos final (6.º)         | 19-15 | 1-3 | –              | –    |
| 2007-08   | 3     | LEB Plata   | 4.º  | Cuartos final (6.º)         | 23-11 | 0-2 | –              | –    |
| 2008-09   | 3     | LEB Plata   | 2.º  | Semifinal (4.º)             | 19-11 | 3-1 | –              | –    |
| 2009-10   | 3     | LEB Plata   | 6.º  | Semifinal (5.º)             | 20-12 | 5-4 | –              | –    |
| 2010-11   | 3     | LEB Plata   | 1.º  | Ascenso                     | 25-3  | –   | Copa LEB Plata | C    |
| 2011-12   | 2     | LEB Oro     | 10.º | –                           | 18-16 | –   | –              | –    |
| 2012-13   | 2     | LEB Oro     | 12.º | Playoffs descenso (12.º)    | 10-16 | 3-2 | –              | –    |
| 2013-14   | 2     | LEB Oro     | 8.º  | Cuartos final (8.º)         | 13-13 | 0-2 | –              | –    |
| 2014-15   | 2     | LEB Oro     | 13.º | –                           | 9-19  | –   | –              | –    |
| 2015-16   | 2     | LEB Oro     | 13.º | –                           | 11-19 | –   | –              | –    |
| 2016-17   | 2     | LEB Oro     | 17.º | –                           | 10-24 | –   | –              | –    |
| 2017-18   | 2     | LEB Oro     | 18.º | Descenso                    | 12-22 | –   | –              | –    |
| 2018-19   | 3     | LEB Plata   | 15.º | –                           | 18-16 | –   | –              | –    |
| 2019-20   | 3     | LEB Plata   | 19.º | Suspendida por COVID-19     | 11-14 | –   | –              | –    |
| 2020-21   | 3     | LEB Plata   | 4.º  | Octavos final (10.º)        | 16-10 | 1-1 | –              | –    |
| 2021-22   | 3     | LEB Plata   | 7.º  | Cuartos final (8.º)         | 13-13 | 2-2 | –              | –    |
| 2022-23   | 3     | LEB Plata   | 2.º  | Semifinal (4.º)/ Ascenso    | 19-7  | 3-3 | –              | –    |
| 2023-24   | 2     | LEB Oro     | 18.º | Descenso                    | 5-29  | –   | –              | –    |
| 2024-25   | 3     | Segunda FEB | 12.º | Playoffs permanencia (21.º) | 11-15 | 1-1 | Copa España    | FG   |